# Jules Soury
Jules Soury (París, 28 de mayo de 1842 – París, 13 de agosto de 1915) fue un escritor y fisiólogo francés antisemita.

## Biografía
Nació el 28 de mayo de 1842 en el seno de una familia que vivía en la calle Saint-Julien-le-Pauvre de París. Inicialmente un lingüista e historiador de religiones, se doctoró en biología y pasó de articular un antisemitismo sobre una base cultural y filológica a hacerlo sobre una base biológica. Soury, cuya doctrina racial influyó entre otros a Maurice Barrès y a Pompeyo Gener, fue legitimador del nacionalismo xenófobo y el antisemitismo político durante el affaire Dreyfus.
Afirmó que los cerebros de «arios» y de «semitas» no eran iguales y que el «espíritu semítico» no era capaz de sentir generosidad, idealismo, sentido del honor, patriotismo, etc. La «lucha de las razas», según Soury, era la principal manifestación de la «lucha por la existencia», por lo que el combate entre el «Ario» y el «Semita» era una lucha a muerte.
Falleció el 13 de agosto de 1915 en París.